# Joannes de Laet
Johannes De Laet (1581-1649), geógrafo neerlandés y director de la Compañía Neerlandesa de las Indias Occidentales. 
Philip Burden llamó a su obra "...posiblemente la mejor descripción de las Américas publicada en el siglo XVII" y "...uno de los mapas fundacionales de Canadá".
Fue el primero en imprimir mapas con los nombres de Manhattan, Nueva Ámsterdam (hoy Nueva York) y Massachusetts.

## Obra

### Historia del Nuevo Mundo
Su Historia del Nuevo Mundo fue publicada en varias ediciones por Bonaventure & Abraham Elseviers, Leiden. La primera edición lo fue en neerlandés en 1625 como Nieuwe Wereldt ofte Beschrijvinghe van West-Indien, uit veelerhande Schriften ende Aen-teekeningen van verscheyden Natien; la segunda edición, también en neerlandés, en 1630 como: Beschrijvinghe van West-Indien door Johannes De Laet. Tweede druk: In ontallycke placesen verbetert, vermeerdert, met eenige nieuwe caerten, beelden van verscheijden dieren ende planten verciert. 
La edición en latín fue de 1633, preparada por él, titulada Novus Orbis seu descriptionis Indiae Occidentalis Libri XVIII authore Johannes De Laet Antverp. Novis talulis geographicis et variis animantium, Plantarum Fructuumque iconibus illustrata; en 1640 publica la edición francesa, de propia traducción, como L'Histoire du Nouveau Monde ou description des Indes Occidentales, contenant dix-huict livres, enrichi de nouvelles tables geographiqiues & figures des animaux, plantes & fruicts. 
Cada sucesiva edición tenía mapas mejorados significativamente.

### Otras obras
- The Empire of the Great Mogul, traducido por J.S. Hoyland con S.N. Bannerjee. Taraporevela, Bombay, 1928. Reimpreso Munshiram Manoharlal, New Delhi, 1975, ISBN 81-7069-041-2

- "Persia", 1633